# جغرافیای زبان فارسی

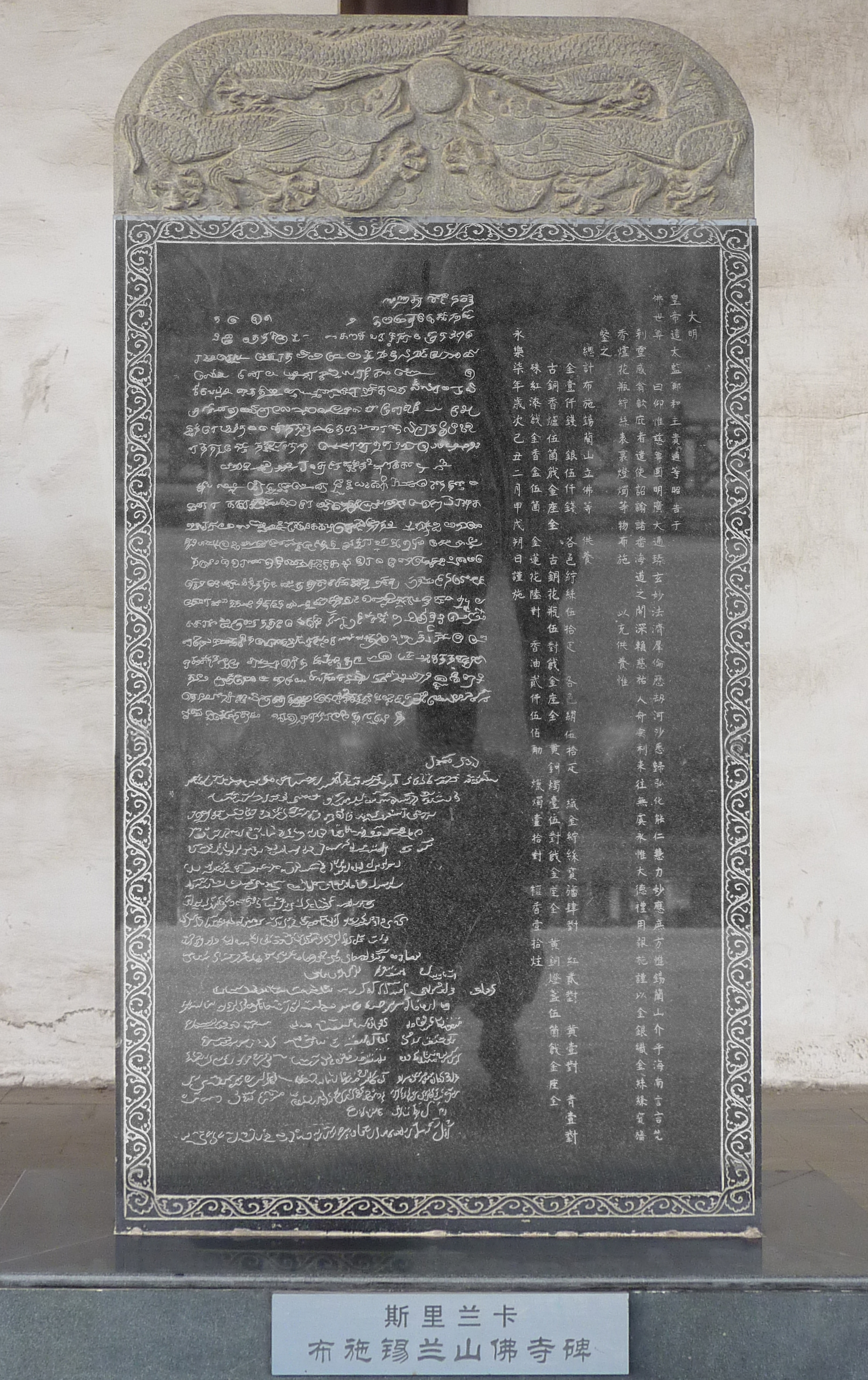
لوح گالی که در قرن پانزدهم میلادی (۲۶ بهمن ۷۸۷ هجری شمسی) و در جریان سفر اکتشافی دریانورد معروف چینی چنگ هه به ۳ زبان از جمله فارسی نوشته و در بندر گالی سریلانکا نصب شده است نمونه ای از استفاده از زبان فارسی بعنوان زبان میانجی را نشان می دهد.

زبان فارسی برای قرن‌ها در محدوده وسیعی از نقاط جهان از شرق و جنوب آسیا تا اروپای شرقی و آفریقا بعنوان زبان بین‌المللی برای انتقال دانش و ادبیات و ارتباط بین ملتهای گوناگون بکار می‌رفته است. دوره ۱۴۰۰ تا ۱۹۰۰ دوران اوج گسترش زبان فارسی در محدوده وسیعی از جهان بعنوان زبان میانجی و بین‌المللی بود، زیرا این زبان میانجی در دستگاه سلطنتی و نوشته‌های فلسفی، شاعرانه، مذهبی و علمی بکار گرفته می‌شد.با آغاز دوران استعمار و تلاش دولت‌های مختلف خصوصاً عثمانی، بریتانیا و روسیه نقش بین‌المللی زبان فارسی کمرنگ تر شد.
بین‌المللی شدن زبان فارسی پس از ایجاد تمد اسلامی آغاز شد و زبان فارسی نقش مهمی در گسترش فرهنگ و عرفان اسلامی در جهان داشت.
در حالیکه زبان انگلیسی؛ آنهم با گسترش استعمار بریتانیا؛ برای حدود ۱ قرن زبان بین‌المللی شد؛ زبان فارسی برای قرن‌های متمادی و بدون هیچ گونه تلاش استعماری از سوی قدرت سیاسی خاصی در بخش وسیعی از جهان، از چین تا شرق اروپا بعنوان زبان میانه بکار گرفته شد.

## جنوب آسیا
هنگامیکه انگلیسی‌ها وارد هند شدند گستره زبان فارسی در آنجا چنان بود که اغلب کارکنان انگلیسی اعم از دیپلمات؛ دریانورد و … برای درک تاریخ و فرهنگ هند شروع به آموختن فارسی کردند. ویلیام جونز در سال ۱۷۷۱ اولین گرامر فارسی را در بریتانیا منتشر کرد و خواستار ان شد تا برای درک بهتر هند کرسی تدریس زبان فارسی در آکسفورد تأسیس گردد.
کمپانی هند شرقی بریتانیا در ۱۸۳۷ زبان فارسی را ممنوع کرد.

## آناتولی

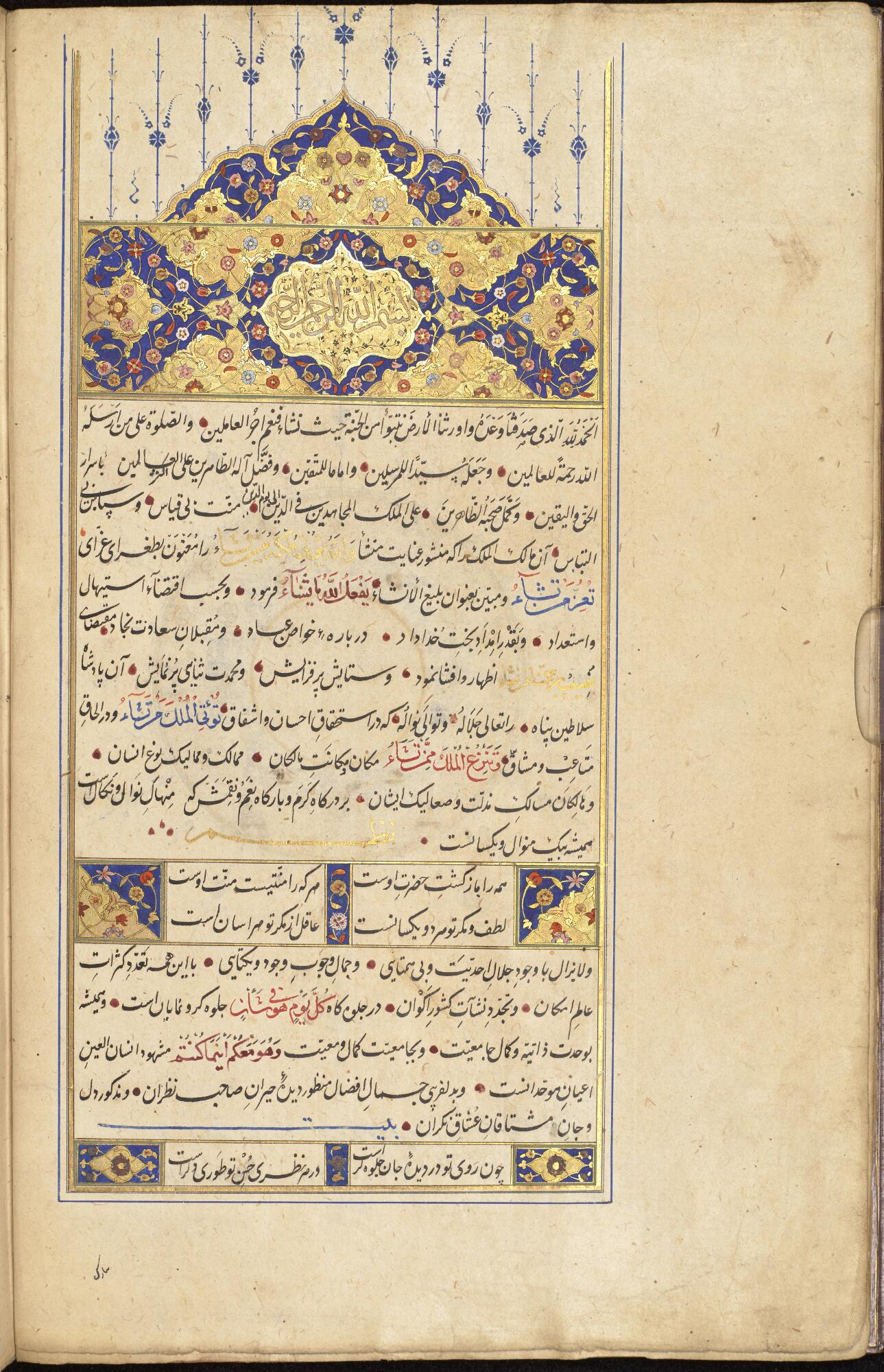
برگ آغازین از کتاب «سلیم شاهنامه» نوشته ادریس بدلیسی پیرامون تاریخ شاهان عثمانی: «همه را بازگشت حضرت اوست … هر که را منتی است منت اوست»

از آنجا که سلجوقیان از فارسی بعنوان زبان دیوانی استفاده می‌کردند نهضتی از ترجمه و نسخه برداری از کتب فارسی در آناتولی ایجاد گردید. قدمت زبان فارسی در فالت آناتولی (ترکیه امروزی) بر اساس اطلاعاتی که تا کنون بدست آمده است ۱ قرن قدیمی تر از زبان ترکی است. اولین کتاب فارسی در آناتولی کتاب کشف العقبه نوشته الیاس ابن احمد قیصریه در قرن ۱۲ میلادی است. پس از یورش مغول به ایران عده زیادی از ادیبان و فرهیختگان به آناتولی مهاجرت کردد که سبب انتقال فرهنگ و زبان ایران به آن منطقه شد. در نتیجه، زبان فارسی در چندین مدرسه به زبان آموزشی تبدیل شد و واژه‌های فارسی اغلب برای نام‌های مکان، نام‌های شخصی و فعالیت‌های شغلی و همچنین در برخی اسناد مذهبی، قانونی و رسمی استفاده می‌شد. بجز قونبه پایتخت سلجوقیان، شهرهای دیگر آناتولی نیز مانند آکسارای، نیغده، قیصری، آنکارا، کرشهیر، توکات، آماسیا، سیواس، ارزروم، ارزنجان و مالاتیا مراکز فرهنگی مهمی بودند که بسیاری از آثار ایرانی در قرن سیزدهم در آن‌ها کپی یا خلق شدند. از نسخه ای خطی که در کتابخانه ولی الدین افندی نگهداری می‌شود درمی یابیم که تفسیر ابن الفرض که به زبان عربی نوشته شده بود، متعاقباً به فارسی توضیح داده شده است تا برای طلاب مدرسه شهر آنتالیا درک شود، اثر معروف دیگری در سال ۱۳۲۳، مرصع. کتاب تصوف که در قرن سیزدهم توسط نجم الدین دایا (متوفی ۱۲۵۶) نوشته شده است، در سال ۱۳۵۲ در منطقه کوهستانی «ایستینوس» (کورکوتلی) در نزدیکی آنتالیا نسخه برداری شده است. جمال الدین محمد بن. محمد اقصارایی (متوفی حدود ۱۳۸۹) توضیح داد که اثر خود را به نام «عاصله و عجوبه» که آن را به حاجی شادگلدی (متوفی ۱۳۸۱–۱۳۸۲) والی آماسیه تقدیم کرده است، به زبان فارسی نوشته است تا عربی، زیرا مردم آن شهر به راحتی آن را درک می‌کردند. فعالیت‌های علمی گسترده، مانند تألیف، ترجمه، تحقیق، نسخه برداری و همچنین تجارت، محیط مساعدی را برای تولید فارسی در آناتولی ایجاد کرد که مستقیماً تحت تأثیر فرهنگ ایرانی در قرن‌های ۱۳ و ۱۴ قرار گرفت. مجموعه‌های خطی فارسی که امروزه در کتابخانه‌های ترکیه نگهداری می‌شود، اساساً حاصل فعالیت بازرگانان و دانشمندان مهاجر است.
- سلطان سلیم یکم:
 «اهل دل را جز این مرادی نیست --- که سپارند جان به خاک رهت»
- سلیمان یکم :
 «دیده از آتش دل غرقه برآب است مرا --- کار این چشمه ز سر چشمه خراب است مرا»
- جم سلطان :
 «مکش عشاق را کان بلبلانند --- منه بر گردنت خون هزاران»

## قفقاز
زبان پارسی قدیمت دیرینه ای در قفقاز داردو اولین کتاب یافت شده به زبان پارسی در قفقاز نوشته حبیش تفلیسی است.

## شبه جزیره کریمه

کلمه قازان به زبان تاتاری قدیم، الفبای فارسی

ترکان تاتار در شبه جزیره کریمه از قرن ۱۲ میلادی به بعد به مرور از طریق تجار و بازرگانان با زبان فارسی آشناشدند. زبان فارسی در آن منطقه بجز ترکان تاتار توسط سایر بازرگانان مسلمان، یهودی و مسیحی بعنوان زبان میانجی بکار گرفته می‌شد. کریمه شاهد ایجاد تمدنی چند ملیتی بود که زبان افرسی جایگاه والایی در آن داشت. مبلغان کاتولیک ایتالیایی و آلمانی صومعه‌هایی را در این منطقه تأسیس کردند تا ترکان بت‌پرست را تغییر دهند. آنها برای کمک به مأموریت خود در کریمه و سرزمین‌های مجاور، نه تنها زبان قپچاق عشایر، بلکه زبان فارسی را نیز به عنوان زبان رایج در شهرها، لازم دیدند. نوع فارسی به کار رفته در فرهنگ لغت فارسی که توسط این مبلغان کاتولیک در کریمه گردآوری شده است، نشان داده شده است که نشان دهنده طعم خاص خراسانی است. قپچاق کریمه نیز ردپای عمیق فارسی را با ویژگی‌های خاص خراسانی آشکار کرد. پس از فتح فئودوسیا توسط عثمانی در قرن ۱۵ و سپس در ادامه امپراتوری روسیه زبان فارسی در این منطقه تضعیف شد.
| Isolated | Final | Medial | Initial | Name                                                         | Modern Latin        |
| -------- | ----- | ------ | ------- | ------------------------------------------------------------ | ------------------- |
| ا        | ـا    | —      | —       | elif (елиф)                                                  | a, â                |
| ﺀ        | —     | —      | —       | hemze (хемзе)                                                | -                   |
| ب        | ـب    | ـبـ    | بـ      | be (бе)                                                      | b, p (word-finally) |
| پ        | ـپ    | ـپـ    | پـ      | pe (пе)                                                      | p                   |
| ت        | ـت    | ـتـ    | تـ      | te (те)                                                      | t                   |
| ث        | ـث    | ـثـ    | ثـ      | se (се)                                                      | s                   |
| ج        | ـج    | ـجـ    | جـ      | cim (джим)                                                   | c                   |
| چ        | ـچ    | ـچـ    | چـ      | çim (чим)                                                    | ç                   |
| ح        | ـح    | ـحـ    | حـ      | ha (ха)                                                      | -                   |
| خ        | ـخ    | ـخـ    | خـ      | hı (хы)                                                      | h                   |
| د        | ـد    | —      | —       | dal (дал)                                                    | d                   |
| ذ        | ـذ    | —      | —       | zal (зал)                                                    | z                   |
| ر        | ـر    | —      | —       | re (ре)                                                      | r                   |
| ز        | ـز    | —      | —       | ze (зе)                                                      | z                   |
| ژ        | ـژ    | —      | —       | je (же)                                                      | j                   |
| س        | ـس    | ـسـ    | سـ      | sin (син)                                                    | s                   |
| ش        | ـش    | ـشـ    | شـ      | şin (шин)                                                    | ş                   |
| ص        | ـص    | ـصـ    | صـ      | sad (сад)                                                    | s                   |
| ض        | ـض    | ـضـ    | ضـ      | zad (зад)                                                    | d, z                |
| ط        | ـط    | ـطـ    | طـ      | ta (та)                                                      | t                   |
| ظ        | ـظ    | ـظـ    | ظـ      | za (за)                                                      | z                   |
| ع        | ـع    | ـعـ    | عـ      | ayn (айн)                                                    | - 1                 |
| غ        | ـغ    | ـغـ    | غـ      | ğayn (гъайн)                                                 | ğ                   |
| ف        | ـف    | ـفـ    | فـ      | fe (фе)                                                      | f                   |
| ق        | ـق    | ـقـ    | قـ      | qaf (къаф)                                                   | q                   |
| ک        | ـک    | ـکـ    | کـ      | kef (kef-i arabiy) (кеф) (кеф-и арабий)                      | k (g, ñ)2           |
| ڭ        | ـڭ    | ـڭـ    | ڭـ      | nef (kef-i nuniy, sağır kef) (неф) (кеф-и нуний, сагъыр кеф) | ñ                   |
| گ        | ـگ    | ـگـ    | گـ      | gef (kef-i farsiy) (геф) (кеф-и фарсий)                      | g                   |
| ࢰ‎        | ـࢰ‎    | ـࢰ‎ـ    | ࢰـ      | kef-i yayiy (кеф-и яйий)                                     | y3                  |
| ل        | ـل    | ـلـ    | لـ      | lâm (лям)                                                    | l                   |
| م        | ـم    | ـمـ    | مـ      | mim (мим)                                                    | m                   |
| ن        | ـن    | ـنـ    | نـ      | nun (нун)                                                    | n                   |
| ۋ        | ـۋ    | —      | —       | üç noqtalı vav (учь нокъталы вав)                            | v 4                 |
| و        | ـو    | —      | —       | vav (вав)                                                    | o, ö 4              |
| ۇ        | ـۇ    | —      | —       | virgülli vav (виргюлли вав)                                  | u, ü 4              |
| ه        | ـه    | ـهـ ـه‌ | هـ      | he (хе)                                                      | -, e, a 5           |
| لا       | لا    | —      | —       | lâm-elif (лям-елиф)                                          | la, lâ 6            |
| ی        | ـی    | ـیـ    | یـ      | ye (йе)                                                      | y, ı, i             |

## بالکان
طبق نظریه «یوسیپ میکوزی بلومنتال» کروات‌ها از اقوام ایرانی بودند که از غرب ایران به بالکان مهاجرت کردند و برخی آداب ایرانی را با خود به بالکان منتقل کردند. شباهت زبان صربوکرواتی به فارسی و از جمله فارسی باستان یکی از دلایل این نظریه است. همچنین صوفیان نیز در گسترش زبان فارسی در بالکان نقش فراوانی داشتند.
در قرنهای بعد؛ به دلیل نفوذ گسترده زبان فارسی در آناتولی و سپس امپراطوری عثمانی، پارسی به متصرفات عثمانیان در بالکان که آنرا روم‌ایلی می‌نامیدند گسترش یافت. (بوسنی هرزگوین، صربستان و مقدونیه کنونی)
در بوسنی و هرزگوین فارسی مدت زمان مدیدی رسمی بود و از کانون‌های ادب فارسی به‌شمار می‌رفت و همچنین نیز بیش از ۱۷۰۰ کلمه فارسی در زبان بوسنیایی بکار می‌رود.
از برجسته‌ترین ادیبان این دوره می‌توان از احمد سودی بوسنوی نام برد که دیوان حافظ و گلستان سعدی را به ترکی ترجمه کرد.

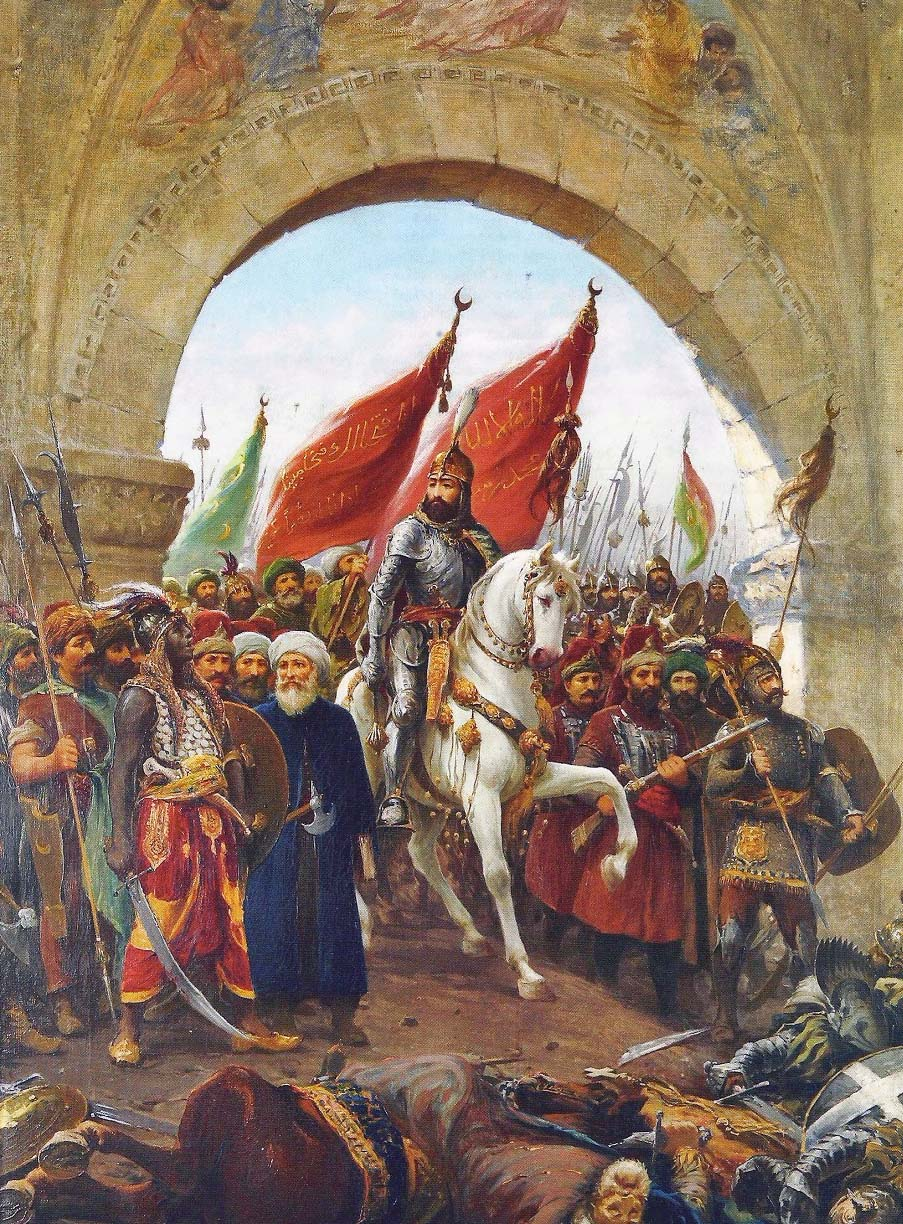
سلطان محمد فاتح پس از تصرف قسطنطنیه این شعر فارسی را که در کشکول شیخ بهائی نیز آمده است، زمزمه می‌کرد: «پرده داری می‌کند در قصر قیصر عنکبوت … بوم، نوبت می‌زند بر طارم افراسیاب» اردوغان رئیس‌جمهور ترکیه نیز پس از بازگشایی مسجد ایاصوفیه این شعر را خواند.

## چین

زبان فارسی نه تنها در ایلخانان؛ بلکه در سراسر امپراطوری مغول بعنوان زبان میانجی استفاده می‌شد.

در دوره سلطنت مغولان فارسی زبان دیوانی در بسیاری از نقاط چین بود و بسیاری از مردم آن منطقه در چین ساکن شده بودند. علاوه بر این، سلسله یوان از روابط نزدیک با حاکمان ایل خانی ایران برخوردار بود و جوامع مسلمان در چین نیز شامل تعداد زیادی از ایرانیان و فارسی زبانان آسیای غربی بودند بنابراین سه زبان رسمی به رسمیت شناخته شده اداره و آموزش یوان چینی، مغولی و فارسی بودند. اصطلاحات hui-hui-wen (به زبان انگلیسی «زبان hui-hui»، اصطلاحی که به مسلمانان آسیای مرکزی و غربی اشاره دارد)، pu-su-lu-man-zi (زبان مسلمانان) و yi-si-ti-fei-wen (زبان برگزیده، احتمالاً < Ar. eṣṭefāring , "choing» یا «choing» «اسلامی»، زبان یوان شی، ص ۲۱۹۰، ص ۸۵–۸۶) که احتمالاً همه به زبان فارسی است. بر روی برخی از لوح‌های حفظ شده (pai-zi "برچسب، علامت تجاری") و وزن‌های مسی صادر شده توسط دولت مغول، چهار کتیبه موازی به ترتیب به زبان‌های فارسی، چینی، اویغوری-مغولی و چینی با الفبای hPhags-pa (برگرفته از الفبای تبتی اما اقتباس شده با سیستم صوتی چینی) وجود دارد. در میان سنگ قبرهای معاصری که در کوان ژو، هانگ ژو و یانگ ژو کشف شده و به زبان عربی کتیبه شده‌اند، بسیاری از نسباً (اسم‌های منسوب) متعلق به پارسی‌ها هستند.
مارکو پولو جهانگرد ونیزی از زبان فارسی برای اتباط‌گیری در چین استفاده می‌کرده است که این نشان از گستردگی فارسی در چین است. ایلخانان اسلام را پذیرفتند و زبان فارسی را بعنوان زبان رسمی بکار گرفتند.

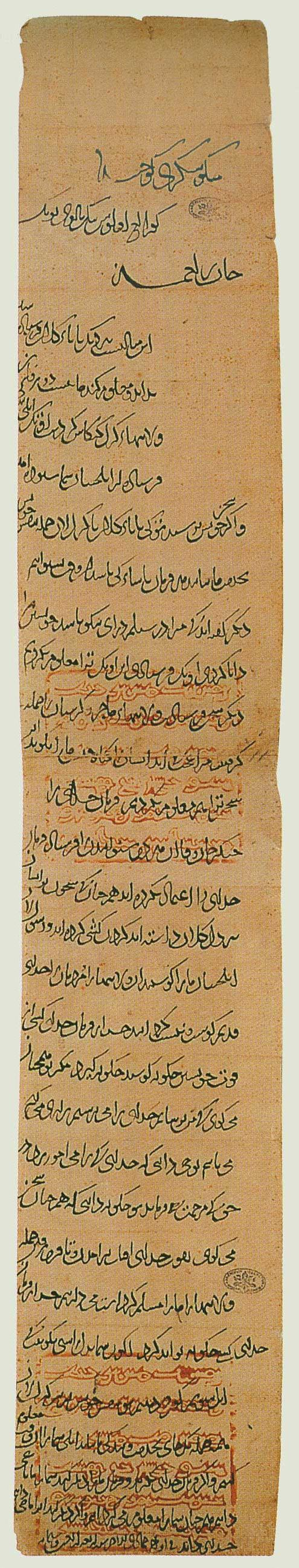
گیوک خان سومین خان مغول از فارسی بعنوان زبان میانجی برای ارسال نامه به پاپ اینوسنت چهارم استفاده می‌کند. (۱۲۴۶ میلادی)

### دودمان یوآن
در دوران دودمان یوان، زبان فارسی به زبان اصلی در آسیای میانه بدل شد.

### اردوی زرین
زبان فارسی بدون آنکه روابط دیپلماتیکی با ایران وجود داشته باشد ؛ بعنوان زبان میانجی در قلمروی بسیار وسیع اردوی زرین بکار می رفت.

## تایلند
در قرن هفدهم و مقارن دوره صفویه ارتباطات فراوانی میان ایرانیان و سلسله صفویه و حکومت تایلند پادشاهی آیوتایا ایجاد شد. مذهب شیعه در آن کشور گسترش یافت و زیان فارسی در قره هفدهم بعنوان زبان دیپلماتیک این سلسله بکار برده می‌شد.

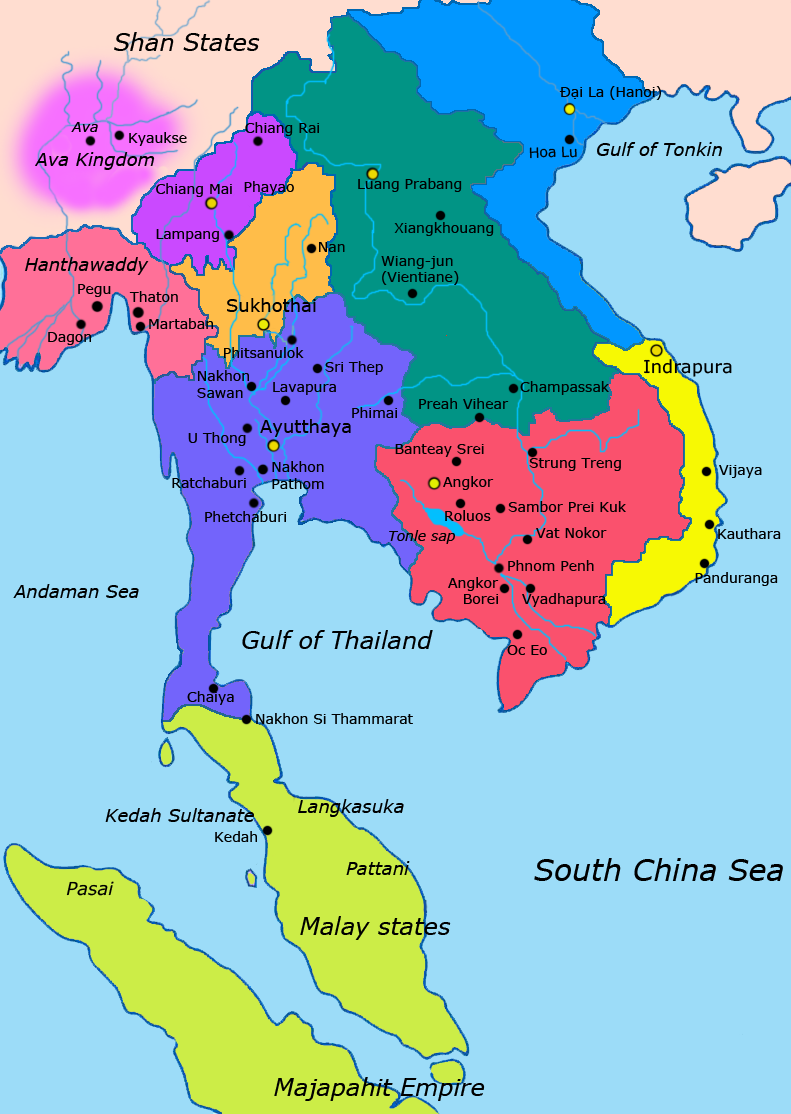
امپراتوری سریویجایا

## اندونزی
زبان اندونزیایی بیش از ۳۵۰ وام وازه فارسی دارد که نشان از کاربرد فارسی و ارتباط فارسی زبابان با جنوب شرق اسیاست خصوصاً در دوران امپراتوری سریویجایا.